# John Knox Laughton
John Knox Laughton (Liverpool, 23 de abril de 1830 - Wimbledon, 14 de septiembre de 1915) fue un historiador británico.

## Vida
Estudió en el Gonville y Caius College de la universidad de Cambridge, graduándose como Bachelor of Arts en 1852. 
Sirvió en la Marina Real Británica como instructor civil de matemáticas, ciencia y navegación. En 1866 se estableció en Portsmouth, impartiendo clases en la Royal Naval Academy, la academia de formación de oficiales de la marina real; en 1873, cuando la academia se trasladó a Greenwich, Laughton se trasladó con ella, dirigiendo el departamento de meteorología y agrimensura.
En 1885 dejó la marina para entrar como profesor de historia moderna en el King's College de Londres. En 1893 fue cofundador, junto con Cyprian Bridge, de la Navy Records Society, una sociedad académica dedicada a la publicación de documentación sobre la historia naval británica; su trabajo al frente de esta institución le valió ser nombrado caballero comendador de la Orden del Baño en 1907.

## Obras
Además de su contribución al Oxford Dictionary of National Biography, que superó las 900 biografías de otros tantos destacados personajes históricos, dejó publicadas varias obras y recopilaciones documentales de contenido histórico naval:
- Studies in naval history. Biographies (1887);
- State papers relating to the defeat of the Spanish Armada, anno 1588; (1894)
- Journal of Rear-Admiral Bartholomew James, 1752-1828 (1896);
- Memoirs of the life and correspondence of Henry Reeve (1898);
- The Naval miscellany (1902);
- From Howard to Nelson : twelve sailors (1907);
- Nelson (1909);
- The Barker collection : manuscripts of and relating to Admiral Lord Nelson (1913).

## Enlaces
- Enlaces a varias de sus obras en Internet Archive.

- Datos: Q3181882
- Multimedia: John Knox Laughton / Q3181882